# Mile Svilar
Mile Svilar (ur. 27 sierpnia 1999 w Antwerpii) – belgijsko-serbski piłkarz występujący na pozycji bramkarza we włoskim klubie AS Roma oraz w reprezentacji Serbii. Wychowanek K Beerschot VA, w trakcie swojej kariery grał także w takich zespołach, jak Anderlecht oraz Benfica. Młodzieżowy reprezentant Belgii. Syn reprezentanta Jugosławii, Ratko Svilara.